# Голін (Любуське воєводство)
Голін (пол. Golin, нім. Gollin) — село в Польщі, у гміні Ясень Жарського повіту Любуського воєводства.
Населення — 138 осіб (2011).
У 1975-1998 роках село належало до Зеленогурського воєводства.

## Демографія
Демографічна структура станом на 31 березня 2011 року:
|          | Загалом | Допрацездатний вік | Працездатний вік | Постпрацездатний вік |
| -------- | ------- | ------------------ | ---------------- | -------------------- |
| Чоловіки | 71      | 15                 | 52               | 4                    |
| Жінки    | 67      | 19                 | 37               | 11                   |
| Разом    | 138     | 34                 | 89               | 15                   |